# Dave Pike
David Samuel Pike (Detroit, 23 de março de 1938) é um músico e compositor estadunidense.  Além de tocar vibrafone e marimba, ele aparece em muitos álbuns de Herbie Mann, bem como aqueles por Bill Evans, Nick Brignola, Paul Bley e Kenny Clarke. Ele também gravou extensivamente como líder, incluindo uma série de álbuns pela MPS Records.

## Biografia
Ele aprendeu bateria aos oito anos e é autodidata em vibrações. Pike fez sua estreia de gravação com o Paul Bley em 1958. Ele começou a colocar um amplificador em suas vibrações ao trabalhar com o flautista Herbie Mann, na década de 1960.
Com a colaboração de Volker Kriegel (guitarra), J. A. Rettenbacher (baixo acústico e elétrico) e Peter Baumeister (bateria), ele formou o Dave Pike Set. O grupo gravou seis discos de 1969 a 1972.

## Discografia

### Como líder
- 1961: It's Time for Dave Pike
- 1961: Pike's Peak
- 1962: Bossa Nova Carnival[2][3][4]
- 1962: Limbo Carnival
- 1964: Manhattan Latin
- 1966: Jazz for the Jet Set
- 1969: Got the Feelin
- 1969: Noisy Silence - Gentle Noise
- 1969: Four Reasons
- 1969: Live at the Philharmonie
- 1970: Doors of Perception
- 1970: Infra Red
- 1971: Album
- 1972: Salamão
- 1973: Masterpieces
- 1975: Times out of Mind
- 1977: On a Gentle Note
- 1980: Let The Minstrels Play On
- 1986: Pike's Groove
- 1998: Bop Head
- 2000: Peligroso

### Como instrumentista
Com Herbie Mann
- Today!

With Bill Evans
- Piano Player

Com The Jazz Couriers
- Gene Norman Presents the Jazz Couriers